# Alessandro Elio
Alessandro Elio (in greco antico: Ἀλέξανδρος Ἥλιος?, Alèxandros Hḕlios; 40 a.C. – 29/25 a.C.) è stato un sovrano egizio appartenente al periodo tolemaico, figlio maggiore di Cleopatra e Marco Antonio.

## Biografia

### Origini familiari
Alessandro Elio era figlio della regina egizia Cleopatra e del triumviro romano Marco Antonio; aveva una sorella gemella, Cleopatra Selene, e diversi fratellastri maggiori: Tolomeo XV Cesarione, figlio di Cleopatra e Gaio Giulio Cesare, e Antonia di Tralles, Marco Antonio Antillo e Iullo Antonio, nati dai precedenti matrimoni di Antonio.

### Infanzia (40-36 a.C.)
Alessandro Elio e la sorella gemella Cleopatra Selene nacquero nel regno tolemaico d'Egitto nel 40 a.C., quando il padre era però impegnato in questioni militari in Siria. La data esatta della nascita dei gemelli è sconosciuta, ma è comunque nella seconda parte dell'anno. Antonio e Cleopatra si incontrarono nuovamente solo nel 37/36 a.C. ad Antiochia di Siria: in quell'occasione il generale romano riconobbe i bambini come propri e poco dopo nacque il terzo figlio della coppia, Tolomeo Filadelfo. Non è chiaro se i soprannomi Elio e Selene, rispettivamente "Sole" e "Luna" in greco, fossero usati sin dalla nascita dei due bambini o se il loro utilizzo cominciò proprio nel 36 a.C., anno in cui Antonio e Cleopatra strinsero definitivamente l'alleanza che sarebbe durata per tutto il resto delle loro vite. Nel frattempo Antonio era però sposato con Ottavia minore, sorella dell'altro triumviro Ottaviano, dalla quale ebbe in quegli anni due figlie, Antonia maggiore e Antonia minore.

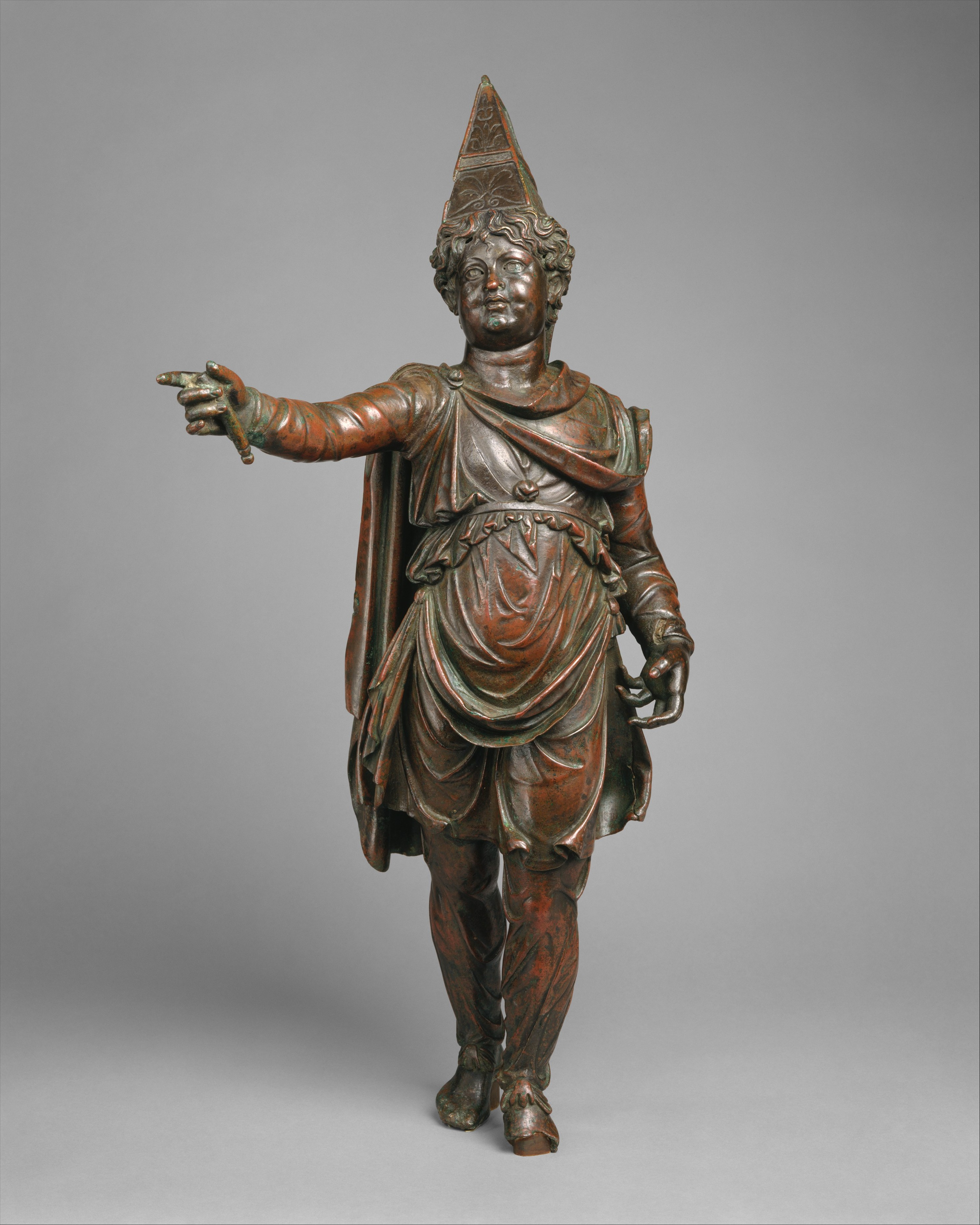
Statuetta bronzea egizia del I secolo a.C., forse rappresentante Alessandro Elio (Metropolitan Museum of Art, New York)

### Donazioni di Alessandria e conflitto romano-egizio (36-30 a.C.)
Dopo l'incontro ad Antiochia Antonio partì per una campagna contro i Parti, mentre Cleopatra e i suoi figli tornarono in Egitto; tuttavia le truppe del re partico Fraate IV riuscirono a sconfiggere i romani e allora il triumviro decise di rivolgere l'Armenia, alleata dei Parti e governata da Artavaside II; dapprima Antonio propose un matrimonio dinastico tra Alessandro Elio e la figlia del re e al rifiuto di questa proposta seguì la conquista del regno.
Tornato trionfante ad Alessandria nel 34 a.C., Antonio celebrò la vittoria attraverso le donazioni di Alessandria, durante le quali elargì territori romani e non alla famiglia reale egizia: Cleopatra fu proclamata "Regina dei Re" e sovrana d'Egitto, Libia, Cipro e Celesiria, Cesarione "Re dei Re" e co-regnante con la madre, Alessandro Elio "Re dei Re" e sovrano di Armenia, Media e Partia, nonostante gli ultimi due regni non fossero ancora stati conquistati, Cleopatra Selene sovrana di Cirenaica e Creta e Tolomeo Filadelfo "Re dei Re" e sovrano di Siria, Fenicia e Cilicia; nello stesso momento avvenne il fidanzamento tra Alessandro Elio e Iotapa, figlia del re della Media Atropatene Artavasde I.
La situazione politico-militare del mar Mediterraneo era a quel punto definitivamente compromessa: le donazioni di Alessandria, il conflitto personale tra Antonio e Ottaviano e la guerra propagandistica che contrapponeva Antonio e Cleopatra da un lato e Ottaviano e il Senato romano dall'altro avevano fatto precipitare la situazione.  Nel 31 a.C. Roma dichiarò guerra al regno d'Egitto e i due belligeranti si scontrarono nella battaglia di Azio (settembre 31 a.C.), vinta da Ottaviano; questi, allora, partì alla conquista dell'Egitto stesso e nel luglio del 30 a.C. iniziò l'assedio di Alessandria. Antonio si suicidò all'arrivo delle truppe nemiche, mentre Cleopatra solo dopo qualche giorno di prigionia; Cesarione fu fatto uccidere da Ottaviano, mentre gli altri figli della regina furono risparmiati e portati a Roma.

### Ultimi anni e morte (30-29/25 a.C.)
I bambini furono affidati da Ottaviano alle cure della sorella Ottavia, vedova di Antonio. L'ultima menzione di Alessandro Elio risale all'agosto del 29 a.C., quando Ottaviano celebrò il proprio trionfo: in quell'occasione Alessandro Elio e Cleopatra Selene sfilarono nel corteo in catene insieme a un'immagine della madre, suscitando la pietà del popolo di Roma in quanto solo bambini. Il giovane morì presumibilmente poco dopo, di cause naturali, prima del 25 a.C., data in cui la sorella gemella fu data in sposa al re Giuba II di Mauretania, poiché di lui non si ha più notizia.

## Alessandro Elio nell'eredità storica culturale
Ad Alessandro Elio e Cleopatra Selene sono dedicati i due satelliti dell'asteroide della fascia principale 216 Kleopatra, a sua volta intitolato alla madre Cleopatra: 216 I Alexhelios e 216 II Cleoselene.

## Ascendenza
|                       |            |                     | Genitori                     |  |  | Nonni |  |  | Bisnonni              |  |  | Trisnonni |  |
|                       |            |                     |                              |  |  |       |  |  | Marco Antonio Oratore |  |  | …         |  |
|                       |            |                     |                              |  |  |       |  |  | Marco Antonio Oratore |  |  | …         |  |
|                       |            | …                   |                              |  |  |       |  |  | Marco Antonio Oratore |  |  |           |  |
| Marco Antonio Cretico |            |                     |                              |  |  |       |  |  | Marco Antonio Oratore |  |  |           |  |
|                       |            | …                   | …                            |  |  |       |  |  |                       |  |  |           |  |
|                       |            | …                   | …                            |  |  |       |  |  |                       |  |  |           |  |
|                       |            | …                   | …                            |  |  |       |  |  |                       |  |  |           |  |
| Marco Antonio         |            | …                   |                              |  |  |       |  |  |                       |  |  |           |  |
|                       |            | Lucio Giulio Cesare | Lucio Giulio Cesare Strabone |  |  |       |  |  |                       |  |  |           |  |
|                       |            | Lucio Giulio Cesare | Lucio Giulio Cesare Strabone |  |  |       |  |  |                       |  |  |           |  |
|                       |            | Lucio Giulio Cesare | Popillia                     |  |  |       |  |  |                       |  |  |           |  |
| Giulia                |            | Lucio Giulio Cesare |                              |  |  |       |  |  |                       |  |  |           |  |
|                       |            | Fulvia              | …                            |  |  |       |  |  |                       |  |  |           |  |
|                       |            | Fulvia              | …                            |  |  |       |  |  |                       |  |  |           |  |
|                       |            | Fulvia              | …                            |  |  |       |  |  |                       |  |  |           |  |
| Alessandro Elio       |            | Fulvia              |                              |  |  |       |  |  |                       |  |  |           |  |
|                       | Tolomeo IX | Tolomeo VIII        |                              |  |  |       |  |  |                       |  |  |           |  |
|                       | Tolomeo IX | Tolomeo VIII        |                              |  |  |       |  |  |                       |  |  |           |  |
|                       | Tolomeo IX | Cleopatra III       |                              |  |  |       |  |  |                       |  |  |           |  |
| Tolomeo XII           | Tolomeo IX |                     |                              |  |  |       |  |  |                       |  |  |           |  |
|                       |            | Cleopatra Selene    | Tolomeo VIII                 |  |  |       |  |  |                       |  |  |           |  |
|                       |            | Cleopatra Selene    | Tolomeo VIII                 |  |  |       |  |  |                       |  |  |           |  |
|                       |            | Cleopatra Selene    | Cleopatra III                |  |  |       |  |  |                       |  |  |           |  |
| Cleopatra             |            | Cleopatra Selene    |                              |  |  |       |  |  |                       |  |  |           |  |
|                       |            | …                   | …                            |  |  |       |  |  |                       |  |  |           |  |
|                       |            | …                   | …                            |  |  |       |  |  |                       |  |  |           |  |
|                       |            | …                   | …                            |  |  |       |  |  |                       |  |  |           |  |
| …                     |            | …                   |                              |  |  |       |  |  |                       |  |  |           |  |
|                       |            | …                   | …                            |  |  |       |  |  |                       |  |  |           |  |
|                       |            | …                   | …                            |  |  |       |  |  |                       |  |  |           |  |
|                       |            | …                   | …                            |  |  |       |  |  |                       |  |  |           |  |
|                       |            | …                   |                              |  |  |       |  |  |                       |  |  |           |  |